# Klaus Steinbach
Klaus Steinbach (* 14. Dezember 1953 in Kleve) ist ein ehemaliger deutscher Schwimmsportler und Sportfunktionär.

## Leben
Steinbach studierte von 1976 bis 1983 in Homburg am Universitätsklinikum des Saarlandes Medizin und promovierte 1986. Seine Dissertation trägt den Titel Untersuchungen zur Wertigkeit der Fahrradergometrie für die Leistungsdiagnostik und Trainingssteuerung im Schwimmsport. Seit 1992 arbeitete der Facharzt für Orthopädie sowie für Physikalische und Rehabilitative Medizin für die Hochwald-Kliniken in Weiskirchen als Chefarzt und seit 1997 bis 2019 zudem als Ärztlicher Direktor. Am 4. April 2017 wurde er mit dem Saarländischen Verdienstorden ausgezeichnet.
Er ist verheiratet, hat zwei Kinder und wohnt in Lebach. Seine Tochter Laura (* 1985) ist eine ehemalige deutsche Handballnationalspielerin. Seine Schwester Angela war ebenfalls eine erfolgreiche Schwimmerin und nahm an Weltmeisterschaften und Olympischen Spielen teil.

## Sportliche Erfolge
Klaus Steinbach errang fünf Europameistertitel in verschiedenen Staffelwettbewerben. Bei den Europameisterschaften 1974 in Wien musste er sich im Einzelrennen über 200 Meter Freistil seinem Rivalen Peter Nocke geschlagen geben, mit dem er dann bei den Schwimmweltmeisterschaften 1975 in Cali Weltmeister mit der 4-mal-200-Meter-Freistilstaffel wurde. Bei den Olympischen Spielen 1972 in München gewann er die Silbermedaille in der 4-mal-200-Meter-Freistilstaffel und 1976 in Montréal Bronze mit der 4-mal-100-Meter-Lagenstaffel. Auch zahlreiche deutsche Meistertitel über 100 m und 200 m Freistil gehörten zu seinen Erfolgen.
Als er 1980 seine aktive Sportlerkarriere beendete, konnte er 25 nationale Meistertitel und 64 deutsche sowie neun Europarekorde für sich verbuchen. Am 11. November 1972 wurde er in Würdigung seiner sportlichen Leistungen mit dem Silbernen Lorbeerblatt geehrt.

## Karriere als Sportfunktionär
Steinbach war seit 1997 Präsidiumsmitglied des Nationalen Olympischen Komitees (NOK) für Deutschland und ab dem 3. November 2002 dessen Präsident. Seine Amtszeit endete mit der Fusion von NOK und DSB zum Deutschen Olympischen Sportbund im Mai 2006, dessen erster Präsident Thomas Bach wurde.
Bei den Olympischen Spielen 2000 und 2004 war Steinbach Chef de Mission der deutschen Mannschaft, daneben ist er seit 2003 Mitglied der Medizinischen Kommission des Internationalen Olympischen Komitees (IOC).